# Leptomonas moramango
Leptomonas moramango é uma espécie de parasita tripanossomático monoxeno. É conhecido por parasitar moscas Brachycera e foi encontrado pela primeira vez em Madagascar.